# Ковбуз Мирослава Олексіївна
Ковбуз Мирослава Олексіївна (нар.23 квітня 1933, м. Львів) —радянська та українська вчена-хімік, кандидат хімічних наук (1962) та доцент, громадська діячка та педагог. Дочка педагога та громадського діяча Ковбуза Олексія Дмитровича. З 1995 р.є дійсним членом НТШ..

## Біографія
Ковбуз Мирослава Олексіївна закінчила у 1954 хімічний факультет Львівського університету, після закінчення якого й працює там. У 1968 р. призначена доцентом кафедри фізичної та колоїдної хімії. Протягом 1960—1967 рр. викладала на кафедрі технології біологічно активних сполук Львівського політехнічного інституту.
Ініціатор та одна з організаторів проведення 1-го симпозіуму хімічної комісії НТШ (1993) та міжнародної конференції «Львівські хімічні читання» (з 1995 р.).

## Основні наукові дослідження
Основні наукові дослідження — кінетика та механізм вільнорадикальних реакцій окиснення вуглеводнів у гомо- і гетерогенних системах, електрохімічні вивчення органічних сполук, зокрема пероксидних та гідропероксидних ініціаторів полімеризаційних процесів, дослідження процесів окиснення поверхні аморфних сплавів.

## Основні наукові праці
- Хімічна активність аморфних сплавів в присутності неорганічних азотвмісних сполук // УХЖ. 2001. Т. 67;
- Інгібіторний захист поверхні аморфного сплаву після термообробки // ФХММ. 2002. Т. 38;
- Електрохімічне дослідження термодинаміки структурування аморфних металевих сплавів Fe-Me-Si-B // Там само. 2004. Т. 40;
- Формування олігомерних покривів на поверхні кобальтових аморфних сплавів // Пр. НТШ. Хімія і біохімія. 2008. Т. 21;
- Особливості формування поверхневих шарів олігопероксидів // Хімія, фізика і технологія поверхні. 2010. Т. 1 (усі — співавт.).